# Pranas Gudavičius
Pranas Gudavičius, ps. Gudas (ur. 7 kwietnia 1876 w Užakmeniai koło Jurborka, zm. 28 listopada 1956 w Nowym Jorku) – litewski lekarz, działacz społeczny i polityczny, poseł do II Dumy (1907). 

## Życiorys
W 1895 roku ukończył gimnazjum w Mitawie. Podjął studia na Wydziale Medycyny Uniwersytetu Charkowskiego, z którego relegowany został za działalność polityczną. Studia zakończył w Berlinie z tytułem doktora medycyny. 
W 1906 roku podjął pracę w Erżwilkach jako lekarz. Rok później wybrano go posłem do II Dumy z listy Litewskiej Partii Socjaldemokratycznej (LSDP) w guberni kowieńskiej. W latach 1910–11 był więziony w twierdzy kowieńskiej za działalność socjalistyczną. 
W 1914 roku zmobilizowany do wojska rosyjskiego, pracował jako lekarz frontowy. Po powrocie na Litwę pracował w Kownie jako lekarz sanitarny. W latach 1934–41 był przewodniczącym Litewskiego Związku Lekarzy. Wykładał na Uniwersytecie Witolda Wielkiego (1935–41). 
W 1944 roku wyjechał na Zachód, w latach 1951–55 pracował jako lekarz w USA.